# Grasac de Sinjau
Grazac és un municipi francès situat al departament de l'Alt Loira i a la regió d'Alvèrnia-Roine-Alps. L'any 2007 tenia 925 habitants.

## Demografia

### Població
El 2007 la població de fet de Grazac era de 925 persones. Hi havia 347 famílies de les quals 89 eren unipersonals (52 homes vivint sols i 37 dones vivint soles), 82 parelles sense fills, 154 parelles amb fills i 22 famílies monoparentals amb fills.
La població ha evolucionat segons el següent gràfic:
Habitants censats

### Habitatges
El 2007 hi havia 573 habitatges, 353 eren l'habitatge principal de la família, 170 eren segones residències i 50 estaven desocupats. 519 eren cases i 55 eren apartaments. Dels 353 habitatges principals, 281 estaven ocupats pels seus propietaris, 60 estaven llogats i ocupats pels llogaters i 12 estaven cedits a títol gratuït; 16 tenien dues cambres, 51 en tenien tres, 97 en tenien quatre i 189 en tenien cinc o més. 266 habitatges disposaven pel capbaix d'una plaça de pàrquing. A 141 habitatges hi havia un automòbil i a 175 n'hi havia dos o més.

### Piràmide de població
La piràmide de població per edats i sexe el 2009 era:
| Homes | Edats   | Dones |
| ----- | ------- | ----- |
| 0     | 95 o +  | 0     |
| 4     | 90 a 94 | 12    |
| 4     | 85 a 89 | 12    |
| 8     | 80 a 84 | 4     |
| 16    | 75 a 79 | 16    |
| 16    | 70 a 74 | 16    |
| 12    | 65 a 69 | 36    |
| 24    | 60 a 64 | 4     |
| 28    | 55 a 59 | 8     |
| 16    | 50 a 54 | 20    |
| 36    | 45 a 49 | 32    |
| 8     | 40 a 44 | 36    |
| 32    | 35 a 39 | 12    |
| 24    | 30 a 34 | 24    |
| 28    | 25 a 29 | 16    |
| 28    | 20 a 24 | 24    |
| 28    | 15 a 19 | 24    |
| 8     | 10 a 14 | 28    |
| 12    | 5 a 9   | 28    |
| 20    | 0 a 4   | 12    |

## Economia
El 2007 la població en edat de treballar era de 572 persones, 412 eren actives i 160 eren inactives. De les 412 persones actives 389 estaven ocupades (204 homes i 185 dones) i 23 estaven aturades (12 homes i 11 dones). De les 160 persones inactives 73 estaven jubilades, 45 estaven estudiant i 42 estaven classificades com a «altres inactius».

### Ingressos
El 2009 a Grazac hi havia 381 unitats fiscals que integraven 998,5 persones, la mediana anual d'ingressos fiscals per persona era de 15.161 €.

### Activitats econòmiques
Dels 43 establiments que hi havia el 2007, 2 eren d'empreses extractives, 2 d'empreses alimentàries, 7 d'empreses de fabricació d'altres productes industrials, 12 d'empreses de construcció, 4 d'empreses de comerç i reparació d'automòbils, 2 d'empreses d'hostatgeria i restauració, 1 d'una empresa d'informació i comunicació, 1 d'una empresa immobiliària, 5 d'empreses de serveis, 4 d'entitats de l'administració pública i 3 d'empreses classificades com a «altres activitats de serveis».
Dels 16 establiments de servei als particulars que hi havia el 2009, 1 era un taller de reparació d'automòbils i de material agrícola, 1 paleta, 5 fusteries, 2 lampisteries, 1 electricista, 1 empresa de construcció, 2 perruqueries i 3 restaurants.
Dels 4 establiments comercials que hi havia el 2009, 1 era una botiga de menys de 120 m², 2 fleques i 1 una carnisseria.
L'any 2000 a Grazac hi havia 35 explotacions agrícoles que ocupaven un total de 820 hectàrees.

## Equipaments sanitaris i escolars
El 2009 hi havia una escola elemental.

## Poblacions més properes
El següent diagrama mostra les poblacions més properes.